# 多治比継兄
多治比 継兄（たじひ の つぐえ）は、奈良時代から平安時代初期にかけての貴族。官位は従四位上・神祇伯。

## 経歴
光仁朝末の宝亀11年（780年）従五位下・民部少輔に叙任される。翌天応元年（781年）桓武天皇の即位後まもなく豊後守に遷ると、天応2年（782年）大宰少弐と桓武朝初頭は九州地方の地方官を歴任する。延暦7年（788年）右少弁に任ぜられて京官に復すが、延暦9年（790年）には大宰少弐に再任される。
その後、従四位下まで昇進したのち、延暦16年（797年）中務大輔、延暦18年（799年）神祇伯兼右京大夫、延暦24年（805年）兼右兵衛督など、桓武朝後半は京官を歴任している。
平城朝の大同4年（809年）7月11日卒去。最終官位は散位従四位上。

## 官歴
『六国史』による。
- 時期不詳：正六位上
- 宝亀11年（780年） 正月7日：従五位下。3月17日：民部少輔
- 天応元年（781年） 5月25日：豊後守
- 天応2年（782年） 2月14日：大宰少弐
- 延暦5年（786年） 9月29日：山背国班田次官
- 延暦7年（788年） 2月28日：右少弁
- 延暦9年（790年） 3月26日：大宰少弐
- 時期不詳：従四位下
- 延暦16年（797年） 3月27日：中務大輔
- 延暦18年（799年） 2月20日：神祇伯。9月10日：兼右京大夫
- 時期不詳：従四位上
- 延暦24年（805年） 10月20日：兼右兵衛督
- 大同4年（809年） 7月11日：卒去（散位従四位上）